# 罗门蒂诺
罗门蒂诺（義大利語：Romentino），是意大利诺瓦拉省的一个市镇。总面积17平方公里，人口5262人，人口密度309.5人/平方公里（2009年）。ISTAT代码为003131。